# Цутіхасі Юкі
Цутіхасі Юкі (яп. 土橋 優貴; нар. 16 січня 1980, Анан, Токусіма, Японія) — японська футболістка, захисниця, виступала в збірній Японії.

## Клубна кар'єра
Цутіхасі народилася 16 січня 1980 року в Анані, Префектура Токусіма. Закінчила Осакський університет здоров'я і спорту. Дорослу футбольну кар'єру розпочала в 2002 році в клубі «Тасакі Перуле». У 2006 році перейшла до «Огара Гакуен ДжаСРА». Наступного року опинилася в «Урава Редс». У 2009 року потрапила до Найкращої 11-ки. Футбольну кар'єру завершила у по закінченні сезону 2012 року

## Кар'єра в збірній
5 серпня 2001 року, ще будучи студенткою Осакського університету здоров'я і спорту», дебютувала у збірній Японії в поєдинку проти Китаю. Виступала на чемпіонаті Азії 2001 року. У 2001 році зіграла 4 матчі.

## Статистика виступів у збірній
| жіноча національна збірна Японії | жіноча національна збірна Японії | жіноча національна збірна Японії |
| Рік                              | Матчі                            | Голи                             |
| -------------------------------- | -------------------------------- | -------------------------------- |
| 2001                             | 4                                | 0                                |
| Загалом                          | 4                                | 0                                |